# Конате, Тиемоко
Тиемоко Конате (фр. Tiémoko Konaté; 19 апреля 1990, Абиджан, Кот-д’Ивуар) — ивуарийский футболист, защитник клуба «Веннсюссель». Выступал в сборной Кот-д’Ивуара.

## Клубная карьера
Конате начал карьеру на родине в клубах ЭФИМ и «Африка Спорт». В 2012 году его заметили скауты пражской «Спарты» и пригласили в команду. 1 июня 2013 года в матче против пражской «Дуклы» он дебютировал в Гамбринус лиге. 31 августа в поединке против «Баника» Тиемоко забил свой первый гол за «Спарту». В 2014 году он помог клубу выиграть чемпионат и Кубок Чехии.
В начале 2018 года Конате перешёл в «Младу-Болеслав». 24 февраля в матче против «Слована» он дебютировал за новый клуб. 13 мая в поединке против «Богемианс 1905» Тиемоко забил свой первый гол за «Младу-Болеслав». В 2019 году перешёл из клуба «Млада-Болеслав» в «Веннсюссель».

## Международная карьера
29 февраля 2012 года в матче против сборной Гвинеи Конате дебютировал за сборную Кот-д’Ивуара, заменив во втором тайме Жервиньо.

## Достижения
«Спарта» (Прага)
- Чемпион Чехии: 2013/14
- Обладатель Кубка Чехии: 2013/14